# Cerekvice nad Loučnou
Cerekvice nad Loučnou är en ort i Tjeckien.   Den ligger i regionen Pardubice, i den centrala delen av landet, 130 km öster om huvudstaden Prag. Cerekvice nad Loučnou ligger 294 meter över havet och antalet invånare är 817.
Terrängen runt Cerekvice nad Loučnou är huvudsakligen lite kuperad. Cerekvice nad Loučnou ligger nere i en dal.Runt Cerekvice nad Loučnou är det ganska tätbefolkat, med 100 invånare per kvadratkilometer. Närmaste större samhälle är Vysoké Mýto, 7,1 km nordväst om Cerekvice nad Loučnou. Trakten runt Cerekvice nad Loučnou består till största delen av jordbruksmark.